# Arrondissement Largentière
Das Arrondissement Largentière  ist eine Verwaltungseinheit im französischen Département Ardèche in der Region Auvergne-Rhône-Alpes. Hauptort (Unterpräfektur) ist Largentière.
Per Verordnung des Präfekten vom 22. Februar 2007 wechselten mit Wirkung zum 1. März 2007 die Gemeinden der ehemaligen Kantone Antraigues-sur-Volane, Aubenas, Vals-les-Bains und Villeneuve-de-Berg vom Arrondissement Privas zum Arrondissement Largentière. Es besteht aus 6 Kantonen und 151 Gemeinden.

## Wahlkreise
Im Arrondissement liegen sieben Wahlkreise (Kantone):
- Kanton Aubenas-1
- Kanton Aubenas-2
- Kanton Haut-Eyrieux (mit drei von 46 Gemeinden)
- Kanton Le Teil (mit 14 von 19 Gemeinden)
- Kanton Haute-Ardèche
- Kanton Vallon-Pont-d’Arc
- Kanton Les Vans

## Gemeinden
Die Gemeinden des Arrondissements Largentière sind:
| 1. Ailhon (07002)*                                   | 2. Aizac (07003)                        | 3. Les Assions (07017)                     | 4. Astet (07018)                       |
| 5. Aubenas (07019)                                   | 6. Balazuc (07023)                      | 7. Banne (07024)                           | 8. Barnas (07025)                      |
| 9. Le Béage (07026)                                  | 10. Beaulieu (07028)                    | 11. Beaumont (07029)                       | 12. Berrias-et-Casteljau (07031)       |
| 13. Berzème (07032)                                  | 14. Bessas (07033)                      | 15. Borée (07037)                          | 16. Borne (07038)                      |
| 17. Burzet (07045)                                   | 18. Cellier-du-Luc (07047)              | 19. Chambonas (07050)                      | 20. Chandolas (07053)                  |
| 21. Chassiers (07058)                                | 22. Chauzon (07061)                     | 23. Chazeaux (07062)                       | 24. Chirols (07065)                    |
| 25. Coucouron (07071)                                | 26. Cros-de-Géorand (07075)             | 27. Darbres (07077)                        | 28. Dompnac (07081)                    |
| 29. Fabras (07087)                                   | 30. Faugères (07088)                    | 31. Fons (07091)                           | 32. Genestelle (07093)                 |
| 33. Gravières (07100)                                | 34. Grospierres (07101)                 | 35. Issanlas (07105)                       | 36. Issarlès (07106)                   |
| 37. Jaujac (07107)                                   | 38. Joannas (07109)                     | 39. Joyeuse (07110)                        | 40. Juvinas (07111)                    |
| 41. Labastide-de-Virac (07113)                       | 42. Labastide-sur-Bésorgues (07112)     | 43. Labeaume (07115)                       | 44. Labégude (07116)                   |
| 45. Lablachère (07117)                               | 46. Laboule (07118)                     | 47. Le Lac-d’Issarlès (07119)              | 48. Lachamp-Raphaël (07120)            |
| 49. Lachapelle-Graillouse (07121)                    | 50. Lachapelle-sous-Aubenas (07122)     | 51. Lagorce (07126)                        | 52. Lalevade-d’Ardèche (07127)         |
| 53. Lanarce (07130)                                  | 54. Lanas (07131)                       | 55. Largentière (07132)                    | 56. Laurac-en-Vivarais (07134)         |
| 57. Laveyrune (07136)                                | 58. Lavillatte (07137)                  | 59. Lavilledieu (07138)                    | 60. Laviolle (07139)                   |
| 61. Lentillères (07141)                              | 62. Lespéron (07142)                    | 63. Loubaresse (07144)                     | 64. Lussas (07145)                     |
| 65. Malarce-sur-la-Thines (07147)                    | 66. Malbosc (07148)                     | 67. Mayres (07153)                         | 68. Mazan-l’Abbaye (07154)             |
| 69. Mercuer (07155)                                  | 70. Meyras (07156)                      | 71. Mézilhac (07158)                       | 72. Mirabel (07159)                    |
| 73. Montpezat-sous-Bauzon (07161)                    | 74. Montréal (07162)                    | 75. Montselgues (07163)                    | 76. Orgnac-l’Aven (07168)              |
| 77. Payzac (07171)                                   | 78. Péreyres (07173)                    | 79. Le Plagnal (07175)                     | 80. Planzolles (07176)                 |
| 81. Pont-de-Labeaume (07178)                         | 82. Prades (07182)                      | 83. Pradons (07183)                        | 84. Prunet (07187)                     |
| 85. Ribes (07189)                                    | 86. Rochecolombe (07190)                | 87. Rocher (07193)                         | 88. La Rochette (07195)                |
| 89. Rocles (07196)                                   | 90. Rosières (07199)                    | 91. Le Roux (07200)                        | 92. Ruoms (07201)                      |
| 93. Sablières (07202)                                | 94. Sagnes-et-Goudoulet (07203)         | 95. Saint-Alban-Auriolles (07207)          | 96. Saint-Alban-en-Montagne (07206)    |
| 97. Saint-Andéol-de-Berg (07208)                     | 98. Saint-Andéol-de-Vals (07210)        | 99. Saint-André-de-Cruzières (07211)       | 100. Saint-André-Lachamp (07213)       |
| 101. Saint-Cirgues-de-Prades (07223)                 | 102. Saint-Cirgues-en-Montagne (07224)  | 103. Saint-Didier-sous-Aubenas (07229)     | 104. Saint-Étienne-de-Boulogne (07230) |
| 105. Saint-Étienne-de-Fontbellon (07231)             | 106. Saint-Étienne-de-Lugdarès (07232)  | 107. Saint-Genest-de-Beauzon (07238)       | 108. Saint-Germain (07241)             |
| 109. Saint-Gineis-en-Coiron (07242)                  | 110. Saint-Jean-le-Centenier (07247)    | 111. Saint-Joseph-des-Bancs (07251)        | 112. Saint-Julien-du-Serre (07254)     |
| 113. Saint-Laurent-les-Bains-Laval-d’Aurelle (07262) | 114. Saint-Laurent-sous-Coiron (07263)  | 115. Saint-Martial (07267)                 | 116. Saint-Maurice-d’Ardèche (07272)   |
| 117. Saint-Maurice-d’Ibie (07273)                    | 118. Saint-Mélany (07275)               | 119. Saint-Michel-de-Boulogne (07277)      | 120. Saint-Paul-le-Jeune (07280)       |
| 121. Saint-Pierre-de-Colombier (07282)               | 122. Saint-Pierre-Saint-Jean (07284)    | 123. Saint-Pons (07287)                    | 124. Saint-Privat (07289)              |
| 125. Saint-Remèze (07291)                            | 126. Saint-Sauveur-de-Cruzières (07294) | 127. Saint-Sernin (07296)                  | 128. Sainte-Eulalie (07235)            |
| 129. Sainte-Marguerite-Lafigère (07266)              | 130. Salavas (07304)                    | 131. Les Salelles (07305)                  | 132. Sampzon (07306)                   |
| 133. Sanilhac (07307)                                | 134. Sceautres (07311)                  | 135. La Souche (07315)                     | 136. Tauriers (07318)                  |
| 137. Thueyts (07322)                                 | 138. Ucel (07325)                       | 139. Usclades-et-Rieutord (07326)          | 140. Uzer (07327)                      |
| 141. Vagnas (07328)                                  | 142. Valgorge (07329)                   | 143. Vallées-d’Antraigues-Asperjoc (07011) | 144. Vallon-Pont-d’Arc (07330)         |
| 145. Vals-les-Bains (07331)                          | 146. Les Vans (07334)                   | 147. Vernon (07336)                        | 148. Vesseaux (07339)                  |
| 149. Villeneuve-de-Berg (07341)                      | 150. Vinezac (07343)                    | 151. Vogüé (07348)                         |                                        |

* Zahlen in Klammern sind INSEE-Codes

## Neuordnung der Arrondissements 2017

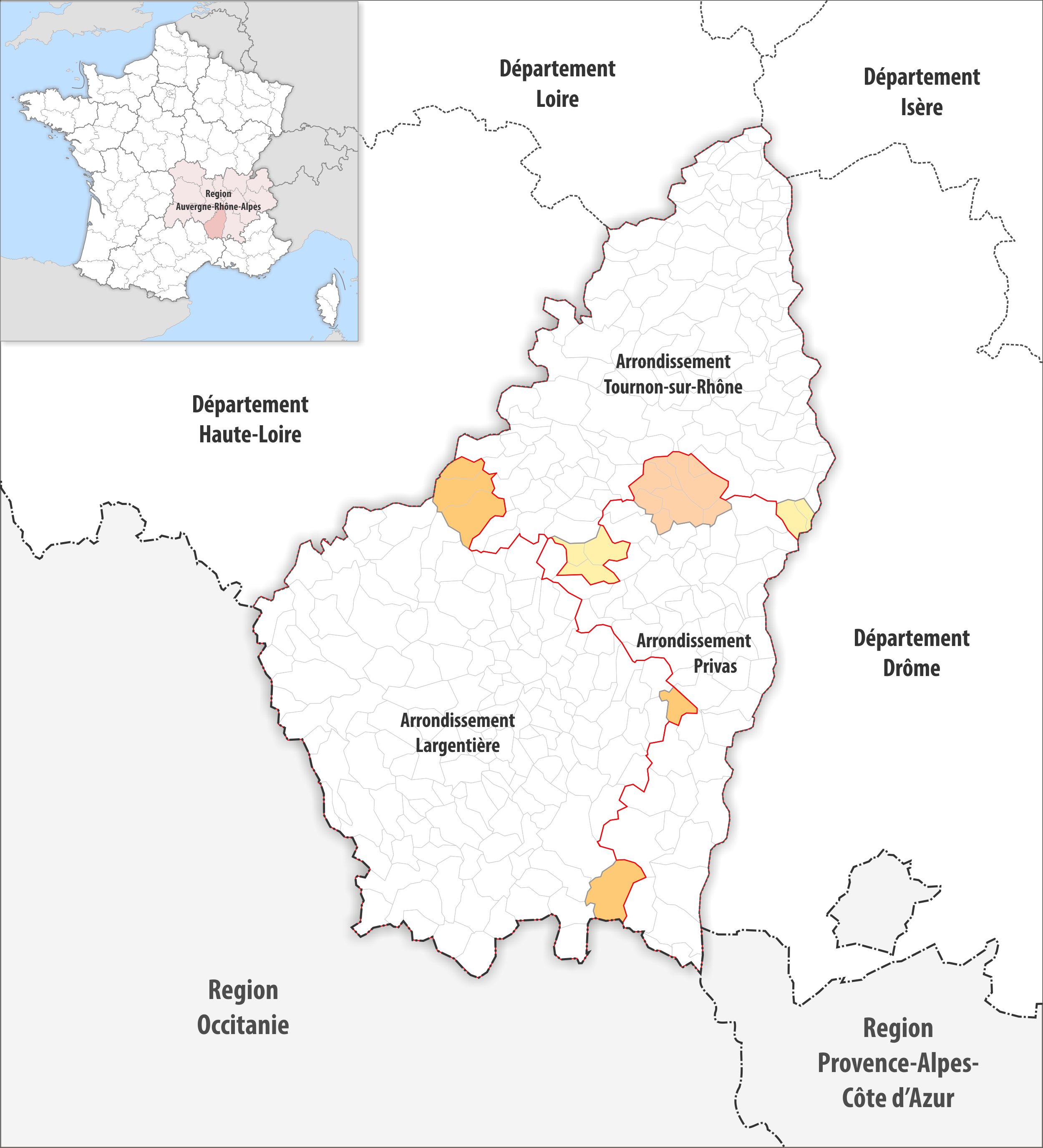
Arrondissementsanpassungen im Jahr 2017

Durch die Neuordnung der Arrondissements im Jahr 2017 wurden die drei Gemeinden Borée, La Rochette und Saint-Martial aus dem Arrondissement Tournon-sur-Rhône sowie die zwei Gemeinden Saint-Remèze und Sceautres aus dem Arrondissement Privas dem Arrondissement Largentière zugewiesen.

## Ehemalige Gemeinden seit der landesweiten Neuordnung der Kantone
bis 2018: Saint-Laurent-les-Bains, Laval-d’Aurelle, Antraigues-sur-Volane, Asperjoc